# إدوارد خانتزيان
ولد إدوراد خانتزيان (بالإنجليزية: Edward khantzian)‏
يوم 30 يونيو من عام 1935، هو عالِم اقتصادي وكاتب أمريكي، درس لمدة طويلة في حافز الصراع في النظام المالي وأيضا في سياسية إدارة الأزمات، ويؤكد على استخدام سياسة "too-big-to-fail" عند انهيار البنوك، وتجدر الإشارة إلى أن هذه السياسة لا زالت مستخدمة حتى الآن في البنوك الكبيرة والعالمية.

## النشأة والعائلة
ولد خانتزيان في واشنطن وذلك يوم 30 يونيو من سنة 1935، حصل على درجة البكالوريوس من جامعة جورج تاون، ودكتوراه من معهد ماساتشوستس للتكنولوجيا.
حيث درس تحت يد كل من:
- إيفسي دومار
- تشارلز كيندلبيرجر
- بول سامويلسون
- روبرت سولو

وفي  عام 1959 تزوج من غلوريا فيردي، التي توفيت  في 2012، ولديه معها ثلاث من الأطفال وهم لورا، ستيفن وإدوارد

## الحياة المهنية
شغل إدوارد منصب أستاذ في كلية المالية بجامعة بوسطنمن عام 1992 إلى 2009، وموازاة مع ذلك كان يشغل منصب أستاذ باحث ابتداء من سنة 1972 حتى سنة 1992. ثم شغل رئيس الاقتصاد المصرفي والاقتصادي في جامعة ولاية أوهايو.
وقبل ذلك، كان أستاذا مساعدا في ولاية أيوا وجامعة برينستون.
خان هو رئيس سابق لثلاثة جمعيات مهنية:
- جمعية التمويل الأمريكية
- الجمعية الدولية للاقتصاد الأطلسي
- جمعية أمريكا الشمالية للاقتصاد والمالية[6].

اشتغل لمدة 12 عاما بصفته أمينا للجنة المالية لرابطة المعاشات التأمينية للمعلمين. وهو حاليا مستشار للبنك الدولي، كما كان زميل بارز في مركز البحوث المالية التابع لمؤسسة التأمين على الودائع الاتحادية، وباحث مشارك في المكتب الوطني للبحوث الاقتصادية.
وكان خان قد استشار من قبل لعدة منظمات من بينها صندوق النقد الدولي ومختلف مكونات نظام الاحتياطى الفيدرالي واللجنة الاقتصادية المشتركة ومكتب ميزانية الكونجرس ومكتب تقييم التكنولوجيا بالكونجرس الأمريكي والعديد من البنوك المركزية الاجنبية.
وينسب إليه الفضل في صياغة مصطلح زومبي بانك.

## مؤلفاته
ألف إدوراد ثلاثة كتب ونٌشرت على نطاق واسع في المجلات المهنية.
| العنوان الأصلي                                                                  | سنة النشر | الموضوع |
| ------------------------------------------------------------------------------- | --------- | --- |
| The S & L Insurance Mess: How Did it Happen?                                    |           | في الثمانينيات من القرن الماضي، واجهت الولايات المتحدة أزمة مصرفية خطيرة أثرت على البنوك التجارية ومصارف الادخار وجمعيات الادخار والائتمان، هذا الكتاب ينظر في سبب وتكاليف الفشل الذي كان خارج موارد شركة الادخار الاتحادية والتأمين على القروض ووجهت إلى دافعي الضرائب في الولايات المتحدة. |
| The Gathering Crisis in Federal Deposit Insurance                               | 1985      | يحذر الكتاب المصرفيين والمنظمين والسياسيين ودافعي الضرائب من أن نظام التأمين على الودائع المصرفية يتجه نحو الانهيار وهو يجادل بأنه ما لم يعاد إدخال الانضباط في السوق، فإن هذا الانهيار يهدد بإفلاس واسع النطاق فيما بين المؤسسات المالية. وتصف أزمة التجمع في التأمين على الودائع الاتحادية مجموعة متنوعة من المخاطر التي تواجه مؤسسات الإيداع، ويوضح الحوافز التي تحمل المخاطر في وثائق التأمين على الودائع الحالية ومدى الإعسار الفعلي في المؤسسات المؤمن عليها، ويقترح إطارا للإصلاح. |
| Economic Statistics and Econometrics: An Introduction to Quantitative Economics | 1968      | هو موضوع في الإحصاءات التطبيقية التي تتعلق بجمع وتحليل البيانات الاقتصادية. وهذا يوفر المعلومات التجريبية اللازمة لاتخاذ القرارات الاقتصادية والسياسة الاقتصادية. |